# فرودگاه تاهوآ
فرودگاه تاهوآ (به انگلیسی: Tahoua Airport) یک فرودگاه همگانی با کد یاتا THZ است . این فرودگاه در کشور نیجر قرار دارد .